# Грумкова, Валентина Васильевна
Валентина Васильевна Грумко́ва (1909—2005) — советская  художница  декоративного искусства.  Лауреатка Государственной премии РСФСР (1991).  Народный художник Российской Федерации (1999).

## Биография
Родилась 3 февраля 1909 года в селе Ямкино (ныне Ногинский район, Московская область).
В 1921 — 1926 годах В. В. Грумкова обучалась на отделении кружевоплетения и вышивки в Рязанской инструкторской школе кружевниц. С 1928 по 1932 годы обучалась на отделении женских кустарных промыслов Всесоюзного учебного комбината имени В. М. Молотова в городе Ленинграде, по окончании которого получила специальность художник по вышивке.
С 1938 года жила и работала в городе Рязани. С 1946 года начала работать в Рязанском областном вышивально-кружевном союзе. С  1955 года работала — художницей, с 1962 года — главной художницей фабрики имени Н. К. Крупской. Была участницей региональных, республиканских, всесоюзных и международных выставок.
Была блистательным знатоком местных традиций, её творческое наследие это своеобразная энциклопедия рязанской народной вышивки. С 1965 года  В. В. Грумкова работала одновременно как художница и как мастер-исполнитель, сосредоточив своё внимание на создании уникальных выставочных образцов. В Рязанском государственном областном художественном музее имени И. П. Пожалостина хранятся значительные произведения В. В. Грумковой, такие как:  панно — «Весенняя песня» (1981) и «Радуга» (1984), полотенца — «Авдотья Рязаночка» (1988) и «Сказание» (1990), скатёрки — «Времена года» (1990) и серия «Народное искусство городов России». Используя в панно элементы редко встречающихся в рязанской вышивке изобразительных мотивов, разнообразные швы и разделки, В. В. Грумкова добивалась большой образной выразительности за счёт богатой фактурной разработки при достаточно скупом использовании цвета.
Член СХ СССР (1961), член СХР (1991).
Умерла 5 августа 2005 года. Похоронена в Рязани на Скорбященское кладбище.
Произведения В. В. Грумковой хранятся в ГРМ , в Государственном Историческом музее и Музее народного искусства в Москве, в Историческом музее Украины, в Рязанском историко-архитектурном музее-заповеднике и в Рязанском художественном музее.

## Признание
- медаль «За трудовую доблесть» (7 марта 1960)[5].
- Государственная премия РСФСР за работы и произведения в области народного художественного творчества (1991) — за произведения вышивки, кружевоплетения и традиционного скопинского гончарства последних лет.
- народный художник РФ (22 ноября 1999)[6].
- заслуженный художник РСФСР (12 октября 1961)[1][3].
- Золотая медаль Всемирной выставки в Брюсселе (1958)[1].

## Память
- 3 февраля 2009 года на фасаде дома № 3 по улице Либкнехта в городе Рязань была установлена мемориальная доска в память о народном художнике Российской Федерации Валентине Грумковой. Валентина Васильевна, лауреатка Государственной премии, проживала в этом доме последние годы, здесь же располагалась и мастерская талантливой мастерицы.